# Вилхелм III фон Хелфенщайн
Вилхелм III фон Хелфенщайн (на немски: Wilhelm III von Helfenstein; † сл. 1256) е благородник от род Хелфенщайн, маршал на Хелфенщайн над Гайзлинген.
Той е син на Вилхелм II фон Хелфенщайн († 1222, убит в битка) и първата му съпруга с неизвестно име. Баща му се жени втори път за Ирмгарда фон Молзберг († сл. 1230). Внук е на Лудвиг I фон Хелфенщайн († сл. 1180) и правнук на Вилхелм I фон Еренбрайтщайн, господар и маршал на Хелфенщайн, фогт на Оберверт († ок. 1180). Праправнук е на Хайнрих фон Еренбрайтщайн († сл. 1139).

## Фамилия
Вилхелм III фон Хелфенщайн се жени за Юта фон Хамерщайн († сл. 1277), сестра на бургграф Фридрих I фон Хамерщайн († ок. 1262) и Арнолд фон Хамерщайн, бургграф на Райнек († сл. 1288), дъщеря на бургграф Йохан I фон Хамерщайн. Те имат децата:
- Йохан
- Херман I фон Хелфенщайн († ок. 1294), женен за Елиза фон Рененберг († сл. 1290), дъщеря на Герхард фон Рененберг († 1270) и Бенедикта Валподе фон дер Нойербург († 1270)
- Лудвиг, каноник в Св. Кастор в Кобленц
- Бенигна, омъжена за Хайнрих фон Пфафендорф

Вилхелм III фон Хелфенщайн е баща и на незаконните дъщери:
- Имагина, абатиса Имагина
- Беатрикс, влиза в Свещен орден.

Вдовицата му Юта фон Хамерщайн се омъжва втори път сл. 1256 г. за Вилхелм фон Елтц († сл. 1278).